# Glypta pumila
Glypta pumila là một loài tò vò trong họ Ichneumonidae.